# Prepops confraternus
Prepops confraternus är en insektsart som först beskrevs av Philip Reese Uhler 1872.  Prepops confraternus ingår i släktet Prepops och familjen ängsskinnbaggar.

## Underarter
Arten delas in i följande underarter:
- P. c. confraternus
- P. c. collaris